# Máy bay chiến đấu không người lái
Máy bay chiến đấu không người lái là phương tiện bay không người lái có chức năng quân sự như tấn công và trinh sát trên chiến trường. Tuy không có người lái trên máy bay, song máy bay chiến đấu này vẫn có người điều khiển theo thời gian thực thông qua một cổng radio từ xa. Mức độ tự động hóa tùy thuộc vào từng loại cụ thể.
Một trong những khám phá sớm nhất về khái niệm máy bay không người lái chiến đấu là của Lee De Forest, nhà phát minh đầu tiên của thiết bị vô tuyến và U. A. Sanabria, một kỹ sư truyền hình. Họ đã trình bày ý tưởng của mình trong một bài báo xuất bản năm 1940 trên tờ Popular Mechanics. Máy bay không người lái quân sự hiện đại được biết đến ngày nay là sản phẩm trí tuệ của John Stuart Foster Jr., một nhà vật lý hạt nhân và là cựu giám đốc của Phòng thí nghiệm Quốc gia Lawrence Livermore (sau đó được gọi là Phòng thí nghiệm Bức xạ Lawrence). Năm 1971, Foster là một người đam mê máy bay mô hình và nảy ra ý tưởng rằng sở thích này có thể được áp dụng để chế tạo vũ khí. Ông vạch ra các kế hoạch và đến năm 1973, DARPA (Cơ quan Dự án Nghiên cứu Tiên tiến Quốc phòng) đã chế tạo hai nguyên mẫu có tên "Prairie" và "Calera". Chúng được cung cấp năng lượng từ một động cơ máy cắt cỏ đã được sửa đổi và có thể bay trên không trong hai giờ đồng hồ khi mang theo một vật nặng 28 pound (13 kg).
Trong Chiến tranh Yom Kippur năm 1973, Israel đã sử dụng máy bay không người lái không vũ trang Ryan Firebee của Hoa Kỳ nhằm dụ Ai Cập phóng hết kho tên lửa phòng không. Nhiệm vụ này đã hoàn thành mà không có thương tích nào cho các phi công Israel, những người đã sớm khai thác được hệ thống phòng thủ đã cạn kiệt của Ai Cập. Vào cuối những năm 1970 và 1980, Israel đã phát triển Scout và Pioneer, thể hiện sự chuyển hướng sang mẫu UAV nhẹ hơn, kiểu tàu lượn được sử dụng ngày nay. Israel đi tiên phong trong việc sử dụng máy bay không người lái (UAV) để giám sát thời gian thực, chiến tranh điện tử và mồi nhử. Hình ảnh và khả năng giải mã radar do các UAV này cung cấp đã giúp Israel vô hiệu hóa hoàn toàn hệ thống phòng không của Syria trong Chiến dịch Mole Cricket 19 khi bắt đầu Chiến tranh Liban 1982, không có phi công nào bị bắn rơi.
Vào cuối những năm 1980, Iran đã triển khai một máy bay không người lái được trang bị sáu quả đạn RPG-7 trong Chiến tranh Iran–Iraq.
Ấn tượng với thành công của Israel, Mỹ đã nhanh chóng mua một số UAV, và các hệ thống Hunter và Pioneer của họ là sản phẩm bắt nguồn trực tiếp từ các mẫu của Israel. 'Cuộc chiến UAV' đầu tiên là Chiến tranh vùng Vịnh lần thứ nhất: theo báo cáo của Bộ Hải quân tháng 5 năm 1991: "Ít nhất một UAV luôn bay trên không trong Chiến dịch Bão táp Sa mạc." Sau khi Chiến tranh vùng Vịnh thể hiện thành công tiện ích của nó, quân đội toàn cầu đã đầu tư rộng rãi vào việc phát triển UAV chiến đấu trong nước. Vụ "tiêu diệt" đầu tiên của UAV Mỹ là vào ngày 7 tháng 10 năm 2001, tại Kandahar.
Trong những năm gần đây, Mỹ đã tăng cường sử dụng các cuộc tấn công bằng máy bay không người lái nhằm vào các mục tiêu ở nước ngoài và các nơi khác như một phần của cuộc chiến chống khủng bố. Vào tháng 1 năm 2014, ước tính có 2.400 người đã chết vì các cuộc tấn công bằng máy bay không người lái của Mỹ trong 5 năm. Vào tháng 6 năm 2015, tổng số người chết của bởi các cuộc tấn công bằng máy bay không người lái của Mỹ ước tính vượt quá 6.000.
Vào năm 2020, Thổ Nhĩ Kỳ trở thành quốc gia đầu tiên sử dụng máy bay tấn công không người lái trong một cuộc tấn công phối hợp lớn trên chiến trường thông thường khi họ tấn công các lực lượng ở Syria. Chúng được sử dụng để tấn công các vị trí của đối phương, che chắn cho lực lượng mặt đất và trinh sát pháo binh. Máy bay không người lái được sử dụng rộng rãi trong cuộc chiến tranh Nagorno-Karabakh năm 2020 giữa Azerbaijan và Armenia. Việc Azerbaijan sử dụng máy bay không người lái TB2 rẻ hơn của Thổ Nhĩ Kỳ được coi là rất quan trọng đối với chiến thắng của họ trước lực lượng Armenia.[20] Máy bay không người lái cũng được sử dụng rộng rãi trong cuộc xung đột quân sự Nga - Ukraina 2022-2023. Việc sử dụng máy bay không người lái mang lại lợi thế về chi phí: “Mọi người đang sử dụng máy bay không người lái nhỏ, chẳng hạn như loại bạn có thể mua tại JB Hi-Fi với giá 2000 đô la, gài lựu đạn vào chúng và bay qua đám đông hoặc xe tăng rồi thả lựu đạn. Về cơ bản, bạn có thể chế tạo một cỗ máy trị giá 3000 đô la để phá hủy một thiết bị trị giá 5 triệu đô la mà kẻ thù của bạn có.”
Một nghiên cứu năm 2022 đánh giá tác động của UCAV đối với chiến tranh cho thấy máy bay không người lái rất dễ bị hệ thống phòng không và tác chiến điện tử tấn công, đồng thời máy bay không người lái chỉ có thể được sử dụng hiệu quả nếu chúng có sự hỗ trợ từ các tài sản cơ cấu lực lượng khác. Nghiên cứu kết luận rằng UCAV sẽ không tự nó có tác động mang tính cách mạng đối với chiến tranh.

## Hình ảnh

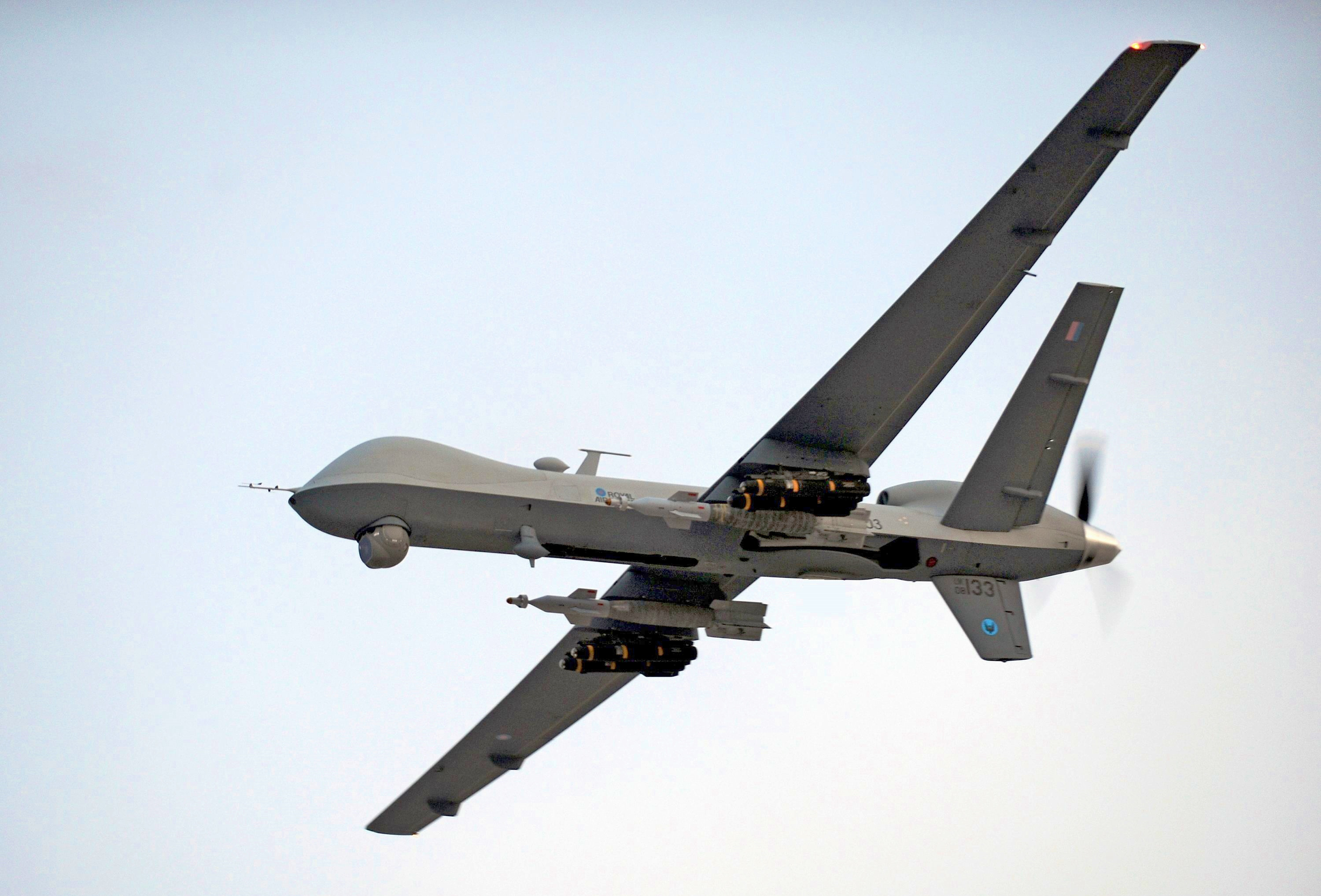
Một chiếc MQ-9A Reaper của Anh hoạt động ở Afghanistan năm 2009
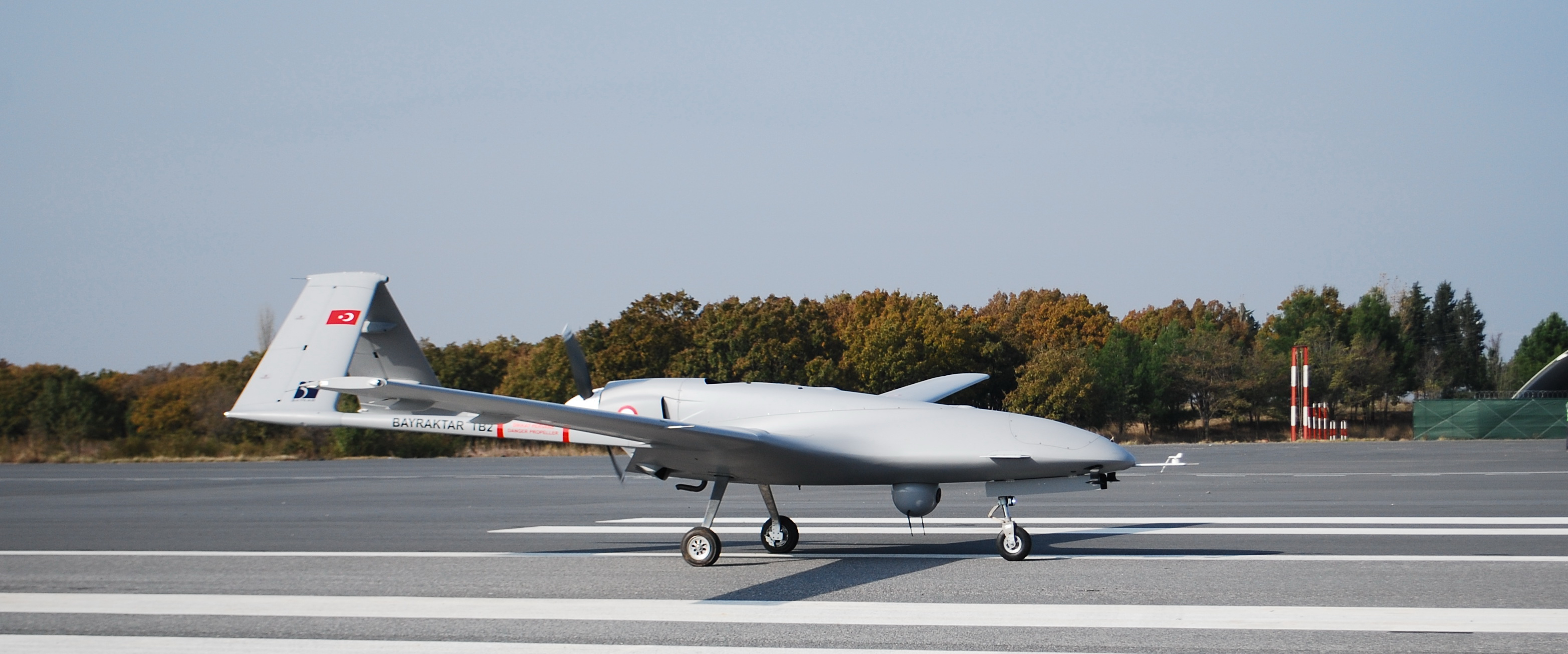
Một chiếc Bayraktar TB2 của Thổ Nhĩ Kỳ trên đường băng
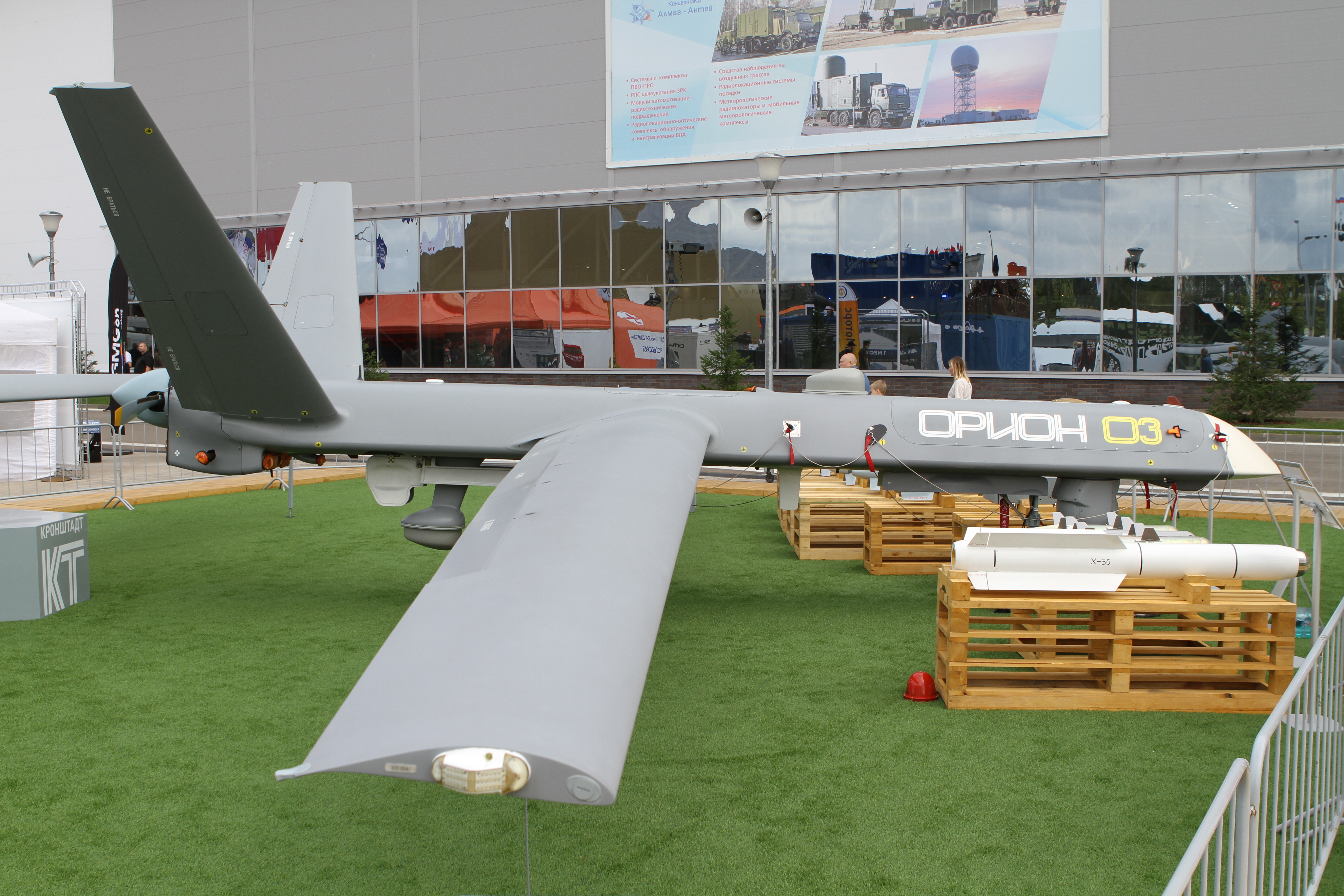
Kronshtadt Orion của Nga
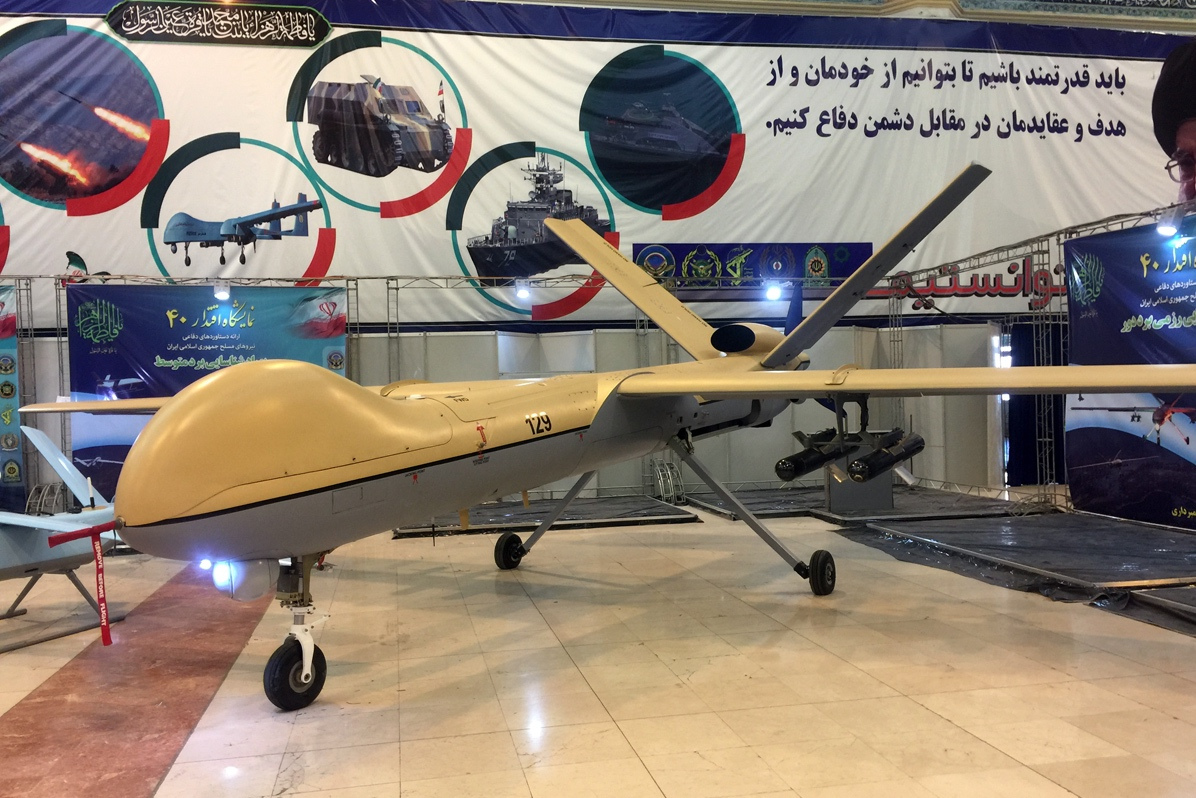
Shahed 129 của Iran có hình thù rất giống MQ-1 Predator của Mỹ
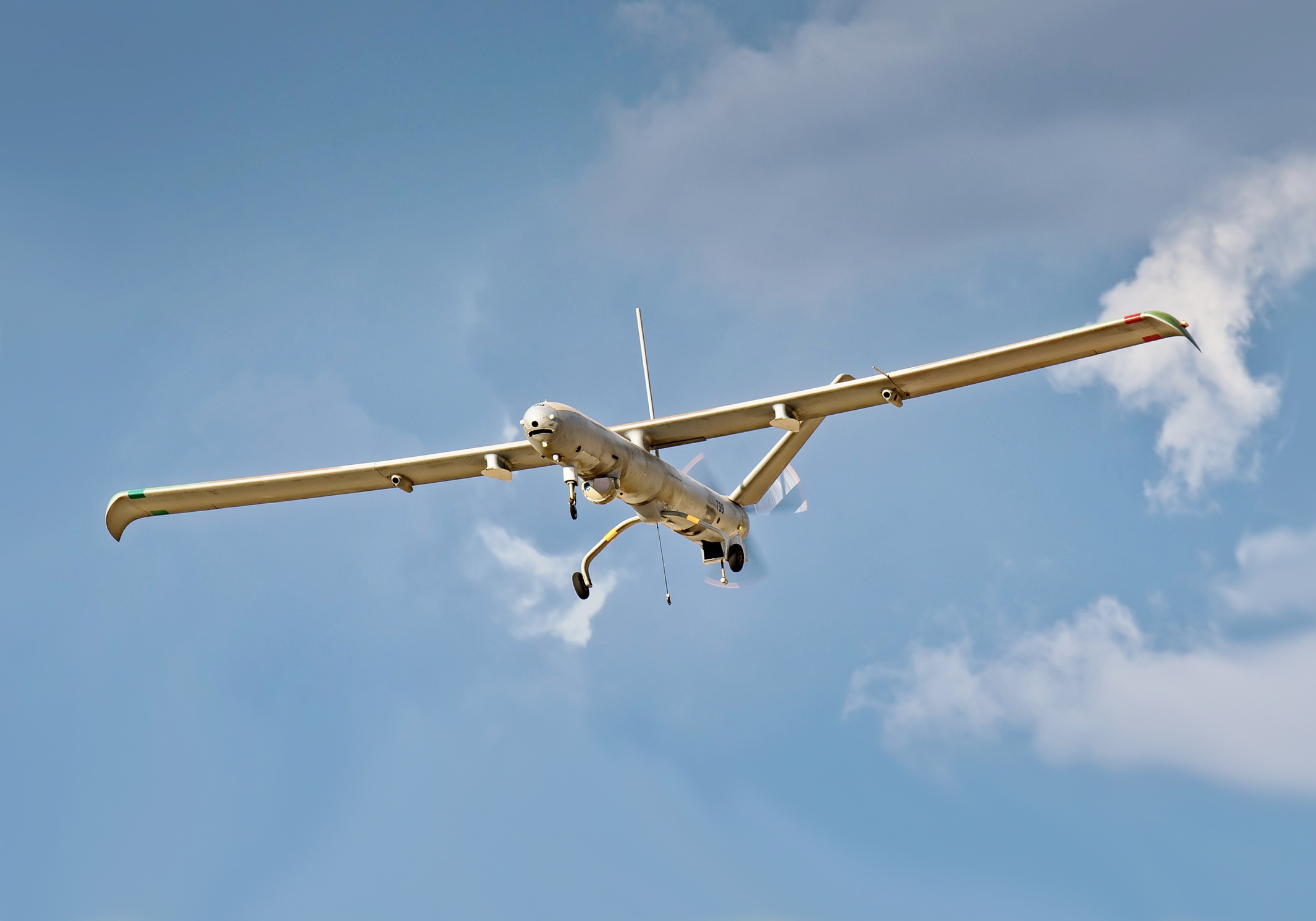
Elbit Hermes 450 của Israel